# Fosforylacja substratowa
Fosforylacja substratowa – reakcja chemiczna, rodzaj fosforylacji, w której reszta fosforanowa zostanie przeniesiona ze związku ufosforylowanego (substratu) bezpośrednio na ADP. Zachodzi ona m.in. w cyklu Krebsa (przemiana bursztynylo-CoA w kwas bursztynowy) oraz w glikolizie (przemiana 1,3-bisfosfoglicerynianu w kwas 3-fosfoglicerynowy). Ogólny wzór tej reakcji to: substrat-PO4 + ADP → substrat + ATP.